# ラジオ朗読版「なぜ生きる」
『ラジオ朗読版「なぜ生きる」』（ラジオろうどくばん なぜいきる）は、書籍『なぜ生きる』の一部を朗読するラジオ番組である。2000年代全国各地の放送局で放送された。パーソナリティは、元・NHKアナウンサーの和田篤。朗読は鈴木弘子。
姉妹番組として『ラジオ朗読版「歎異抄をひらく」』がある。

## これまでに放送したラジオ局
同一エリアの複数のラジオ局が時期をずらして放送したケースがある。一例として、2004年にTBSラジオで放送されたのち、2008年になって文化放送が事実上の再放送として改めて放送した。
時刻は全て日本標準時（JST）で表記する。
- 北海道放送
- STVラジオ - 日曜 5:00 - 5:15（2008年4月より開始）
- 秋田放送 - 土曜 5:00 - 5:15
- ラジオ福島 - 日曜 5:00 - 5:15
- TBSラジオ - 日曜朝のワイド番組『豊田綾乃 プレシャスサンデー』の1コーナーとして放送。2004年のある日の番組で放送テープの回転数を間違える放送事故が起きた（『TBSラジオ珍プレー好プレー大賞』も参照）。
- 文化放送 - 日曜 5:20 - 5:35（2008年10月～2009年4月5日）
- 山梨放送 - 日曜 6:30 - 6:45（2014年7月現在放送中）
- 新潟放送 - 土曜 5:30 - 5:45
- 北日本放送 - 土曜 5:25 - 5:40（2008年4月より開始）
- 北陸放送 - 土曜 5:05 - 5:20（2008年4月より開始）
- 静岡放送 - 2008年7月5日から9月27日まで姉妹番組『ラジオ朗読版「歎異抄をひらく」』が放送された。
- CBCラジオ - 土曜 5:15 - 5:30（2008年春改編より放送時間などの移動あり。一時未ネット時あり。2008年10月4日からは姉妹番組『ラジオ朗読版「歎異抄をひらく」』に変更されている。
- 東海ラジオ - 土曜 6:30 - 6:45（2013年4月 - 2017年3月、以前は土曜6:15 - 6:30だった）
- KBS京都 - 月曜 5:20 - 5:35（2008年春より再ネット）
- ラジオ大阪 - 日曜 6:05 - 6:20に放送。打ち切り後、2008年春改編で毎日放送（MBSラジオ）が当番組を放送。
- 毎日放送 - 日曜 4:30 - 4:45（2008年春より放送）
- 山陰放送
- 山陽放送 - 日曜 5:30 - 5:45
- 中国放送 - 日曜 6:20 - 6:35（2008年4月より開始）
- FM香川 - 土曜 5:45 - 6:00
- RKB毎日放送
- 九州朝日放送 - 土曜 5:00 - 5:15
- 熊本放送 - 日曜 5:15 - 5:30
- 大分放送
- 南日本放送 - 土曜 5:15 - 5:30（2008年4月より開始）